# Жърнов
Жърнов (ср. Жрнов) или Жърнован (ср. Жрнован) с етимология от бълг. жито, жътва, зърно е средновековен град-крепост разположен на най-високия връх на Авала (511 м). Разположена на първото шумадийско възвишение южно от Белград, предназначението на крепостта е било да брани града, околността и Белградската област в посока от сръбските земи. 

## Етимология
Етимологията на името идва от зърнено-житните култури, които се отглеждат в плодородните земи на Подунавието от българското население. Земеделската култура се складирала в града на крепостта и е служела за размяна с животински продукти, произвеждани от сърбите-скотовъди в гористо-планинските райони на Шумадия.

## История
На мястото на средновековния град е съществувало римско укрепление, служещо за защита на рудника, намиращ се по склона на планината на 100-тина метра под крепостта, част от Моравската укрепителна система. През средновековието областта е част от българската държава, тогава укрепленията са разширени и кулите добиват силует и градеж подобен на крепостта в Охрид. През XIV век минава в унгарски и сръбски ръце, а през XV век крепостта е превзета от османците, разширена и укрепена и е ползвана за опорно-изходен пункт при обсадите на Белград през 1456 и 1521 година. През пролетта на 1934 година лично югославския крал Александър I Караджорджевич ръководи взривните работи по разчистване останките на крепостта с цел изграждане на нейно място на паметник на незнайния юнак (по архитектурен проект на Иван Мещрович), паднал във войните за образуване на Югославия. Скритата цел на мероприятието е да се унищожи паметника на културата за/на българското средновековно присъствие в района на сръбската и югославска столица Белград. На 9 октомври същата година югославският държавен глава става мишена и жертва на Марсилския атентат, организиран от българското ВМРО и хърватските усташи.

## Градеж
Крепостта се състои от две укрепления – горен и долен град. Малкият град е имал формата на неправилен петоъгълник, а външната крепостна стена е опасвала цитаделата от югозапад на северозапад (където се е съединявала с крепостната стена на горния град в най-здраво изграденото укрепление-кула под формата на полукръг) в посока обратна на часовниковата стрелка. Пред външните крепостни стени османците изграждат ров за допълнителна защита, а входът на крепостта е бил в най-югозападната ѝ точка, намираща се в средата на образувания от външната крепостна стена полукръг.
Най-старата част от укреплението са били двете кули в югоизточната част на крепостта. Днес от средновековната българска крепост няма запазени останки.

## Символика
По време на първата Югославия е разрушен културният паметник и на негово място е изграден паметник на незнайния войн, паднал във войните за създаване на Югославия. По време на втората Югославия на мястото на средновековната крепост е построена и телевизионна кула, чрез която технически се осъществява най-мощната държавна пропаганда на Балканите – югославската. По време на третата Югославия военната авиация на най-мощния в историята военно-политически съюз – НАТО, срива Авалската телевизионна кула, чрез която се осъществява посткомунистическо-националистическата пропаганда на режима на Милошевич. На 3 юни 2006 година Югославия престава да съществува.